# 法都忽剌
法都忽剌（?—?），元朝大臣，元惠宗时中书参知政事。
至正二十七年（1367年），法都忽剌担任中书省参知政事，九月甲戌朔，義士戴晉生向皇太子爱猷识理达腊上書，言说治亂之由。元惠宗命右丞相也速领兵往山東，命參知政事法都忽剌分戶部官，一同供給。